# Cyclocephala monzoni
Cyclocephala monzoni är en skalbaggsart som beskrevs av Brett C.Ratcliffe och Ronald D. Cave 2009. Cyclocephala monzoni ingår i släktet Cyclocephala och familjen Dynastidae. Inga underarter finns listade i Catalogue of Life.